# Neapolis (Kreta)
Neapolis (Grieks: Νεάπολης) is met ongeveer 6700 inwoners een kleine stad op het Griekse eiland Kreta. Het is een deelgemeente van de gemeente Agios Nikolaos en ligt ongeveer 15 kilometer ten noordwesten van Agios Nikolaos, in het noordoosten van het eiland. Tijdens de Ottomaanse overheersing werd Neapolis de hoofdstad van de prefectuur Lassithi, maar later nam Agios Nikolaos die rol over.
Een oude stad die in de buurt van Neapolis lag, was Dreros. In de stad bevinden zich een archeologisch en een folkloristisch museum.

## Geboren
- Paus Alexander V (1409-1410)